# The Beat Fleet
I The Beat Fleet sono un gruppo hip hop croato attivo dal 1990.

## Discografia
- 1997 – Ping-Pong
- 2000 – Uskladimo toplomjere
- 2004 – Maxon Universal
- 2007 – Galerija Tutnplok
- 2010 – Perpetuum Fritule
- 2011 – Pistaccio Metallic
- 2015 – Danas sutra